# Merodon armipes
Merodon armipes là một loài ruồi trong họ Ruồi giả ong (Syrphidae). Loài này được Rondani mô tả khoa học đầu tiên năm 1843. Merodon armipes phân bố ở vùng Cổ Bắc giới